# よしもとザ・ブロードキャストショウ
よしもとザ・ブロードキャストショウは、吉本興業株式会社大阪本社がプロデュースする劇団。現在は名前を変えてザ・ブロードキャストショウになった。
創立は2001年（平成13年）10月。座長は井田國彦。かつて女優のちすん、漫才コンビ「ジパング上陸作戦（のちにチャド・マレーンと改称。）」「ピース」や、なかやまきんに君も参加していた。

## 劇団員
- 森弘幸
- 入木将志
- 濱田亮平
- 立見翼
- 井路端健一
- 吉田佳
- 吉田知
- 吉田隆生
- 淵友二
- 北ゆかり
- 横山なちほ
- 中矢さとえ
- 川上恵衣子
- 小寺くるみ

### なにわっく@みゅーじっく
- Osaka翔Gangs（ダンス&ヴォーカルグループ）